# انتروکولیت
انتروکولیت (انگلیسی: Enterocolitis) به معنی التهاب دستگاه گوارش است که شامل انتریت روده کوچک و کولیت روده بزرگ می‌شود. ممکن است در اثر عفونت‌های گوناگون، با باکتری‌ها، ویروس‌ها، قارچ‌ها، انگل‌ها یا علل دیگر ایجاد شود. تظاهرات بالینی شایع انتروکولیت عبارتند از اجابت مزاج اسهالی پیاپی، با یا بدون تهوع، استفراغ، درد شکم، تب، لرز، تغییر وضعیت عمومی.  تظاهرات عمومی با انتشار عامل عفونی یا سموم آن در سراسر بدن، یا - اغلب - با از دست دادن قابل توجه آب و مواد معدنی، پیامد اسهال و استفراغ نشان داده می‌شود.